# Kunovská Mlatevňa
Kunovská Mlatevňa je softballový areál oddílu Snails Kunovice. Nachází se v Kunovicích v prostoru bývalé cihelny u ulice V Hliníku, vedle tenisového hřiště.

## Historie Mlatevni
Prostor Panské cihelny byl osídlován už v období starší doby bronzové. Díky kvalitní hlíně, která se zde nacházela, působilo v této oblasti několik malých cihelen a k těžbě docházelo ještě na začátku 90. let. Lokalita je i nyní vedena jako dobývací prostor.

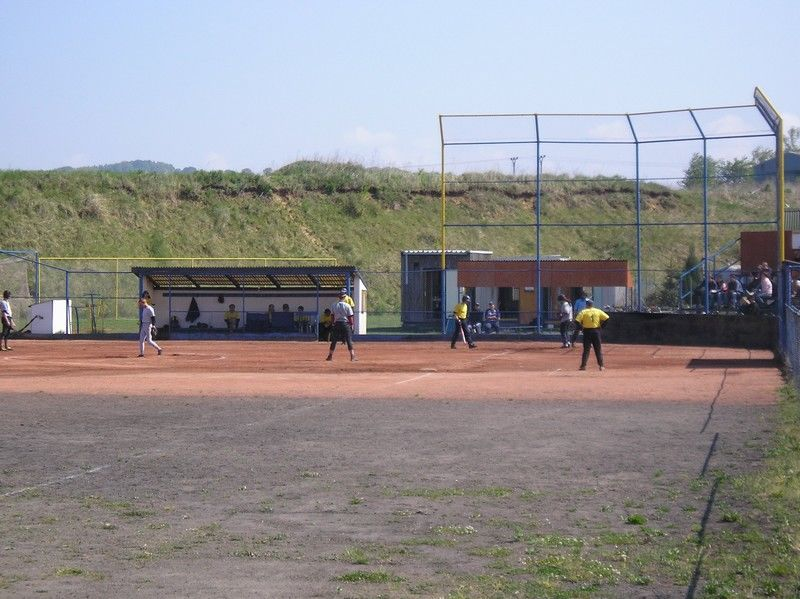
První buňky a backstop na Mlatevni

Uvolněné místo nejprve využil vznikající fotbalový klub, který byl pod názvem SK Kunovice založen v roce 1932. Škvárové hřiště pak sloužilo několika generacím kunovických fotbalistů až do počátku 80. let minulého století. Po otevření nového fotbalového areálu Na Bělince bylo využíváno jenom v době zimní přípravy nebo špatného počasí. A tak ho nakonec mohl v roce 1990 obsadit nově vznikající softballový klub, který byl organizován pod hlavičkou TJ LET Kunovice.

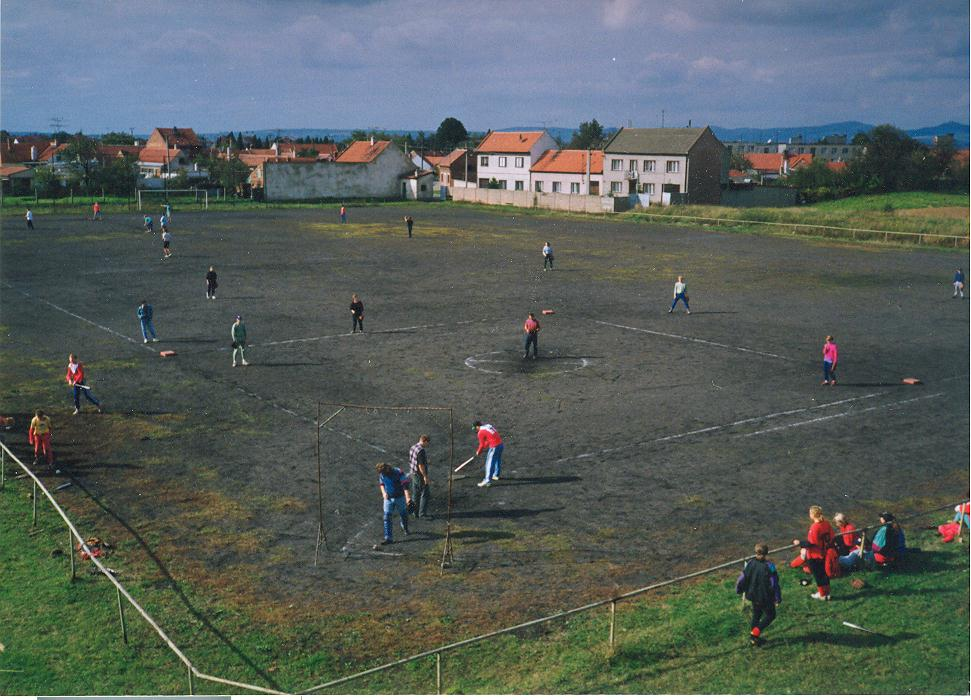
Původní podoba škvárového hřiště

V roce 1994 v areálu společně působily tým Molusu i Sokola a hřiště dostalo první softballové obrysy. Backstop tvořila změť pletiv různého druhu a došlo také k odhrnutí části valu, čímž hřiště dostává regulérní rozměry.

Zásadnější proměna areálu tehdy nebyla možná vzhledem k nevyjasněným majetkovým poměrům a nedostatku financí. V roce 1998 došlo k zásadnímu zvratu. Město Kunovice se v roce 1998 rozhodlo na polovině, kterou pozemkově vlastnilo, vybudovat tenisový areál. Došlo také k rekonstrukci objektu, který však byl tím pro softballovou část uzavřen. Areály byly navíc odděleny plotem.

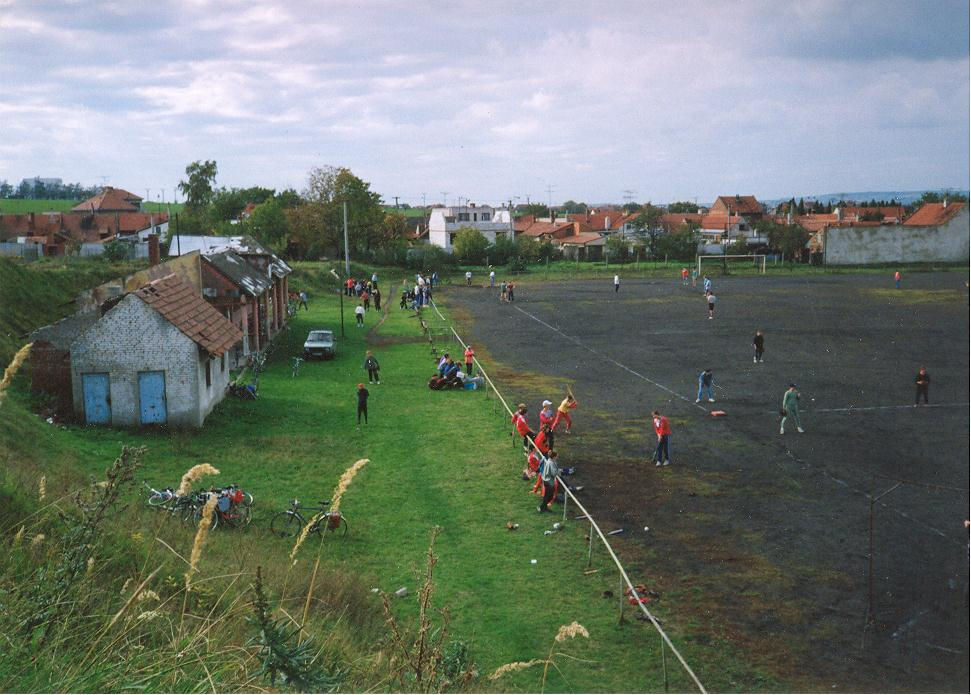
Pohled na staré hřiště a zázemí

Tento krok přinesl odvahu také softbalistům. Mlatevňa získala první obrysy softballového areálu – první backstop, provizorní lavičky z autobusové zastávky, využití fotbalových branek, které bylo patrné do rekonstrukce v roce 2020/2021. Hřiště brzy dostává pevný homerunový plot a kabinu z V3S nástavby mění první mobilní buňky. Postupy do 2. celostátní ligy v roce 2000 přinesly rozšíření areálu o sociální buňky a první pálkařský tunel. 
Spolu s rozvojem softballu v Kunovicích došlo i na rozsáhlejší rekonstrukce areálu v letech 2009 (zázemí pro sportovce), 2016/2017 (rozšíření hracích ploch) a 2020/2021(zázemí pro sportovce, střídačky a tribuny, osvětlení hlavního hřiště).

## Rekonstrukce Mlatevni – 1. etapa (2016/2017)[3]

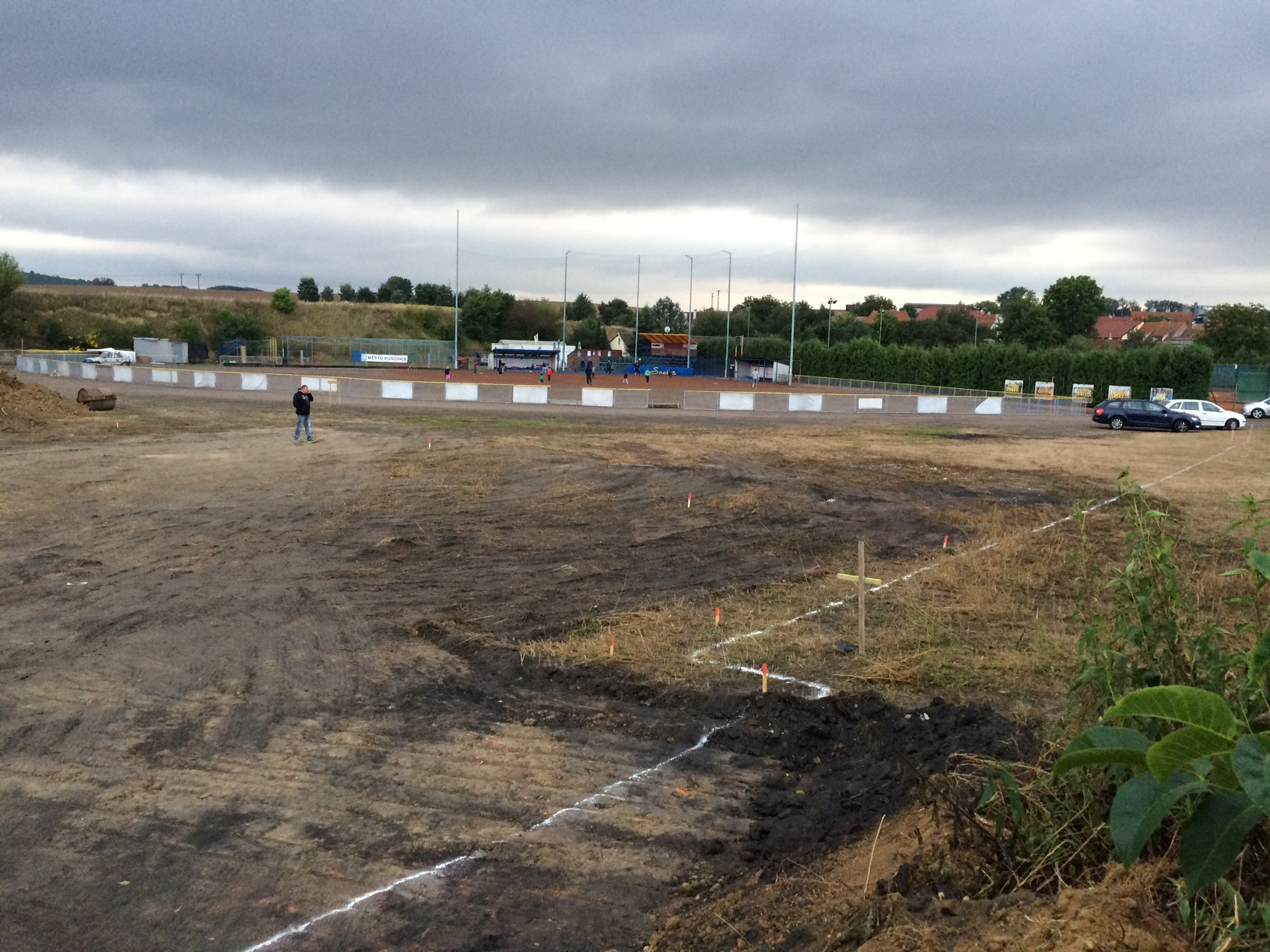
Začátek rekonstrukce na podzim v roce 2015.

Již několik let bylo jasné, že Mlatevňa, aby mohla sloužit dál vrcholnému softballu, který se v Kunovicích hraje a velkému množství členů, potřebuje zásadní proměnu. A tak si klub, stejně jako v předchozích letech, úspěšně zažádal o investiční dotaci na Ministerstvo školství, mládeže a tělovýchovy.
A tak se mohla rozběhnout mašinérie dalších jednání a činností. Dopracováním projektu byla pověřena firma GG Archico pod vedením ing. Karla Kloupara, jednoho ze zakládajících členů softballového oddílu Sokola Uherské Hradiště. Ta zajistila také veškerá povolení potřebná ke stavbě. V následném výběrovém řízení byla vybrána k realizaci stavební firma TUFÍR spol. s r.o. Po upřesnění všech dokumentů na MŠMT došlo na konci září konečně k definitivnímu přiklepnutí dotace a mohlo se začít.
Kromě administrativních záležitostí bylo nutné také zajistit spolufinancování celého projektu, které tvořilo 20 % celkových nákladů. Což se nakonec podařilo díky dotaci 800 000 Kč od Zlínského kraje, 300 000 Kč od města Kunovice a 200 000 Kč z vlastních zdrojů Snails Kunovice.
Během rekonstrukce došlo k úpravám svahů tak, aby bylo dostatek místa pro vznik nové hrací plochy. Z tohoto důvodu bylo třeba postavit opěrnou zídku, která je součástí nového backstopu a nových laviček. Backstop má stejné parametry jako na hlavním hřišti. Nové kryté lavičky byly doplněny o komentátorskou místnost a sklad nářadí a materiálu. Nové hřiště dostalo také pálkařský tunel u třetí mety a nadhazovací bullpen u první mety.

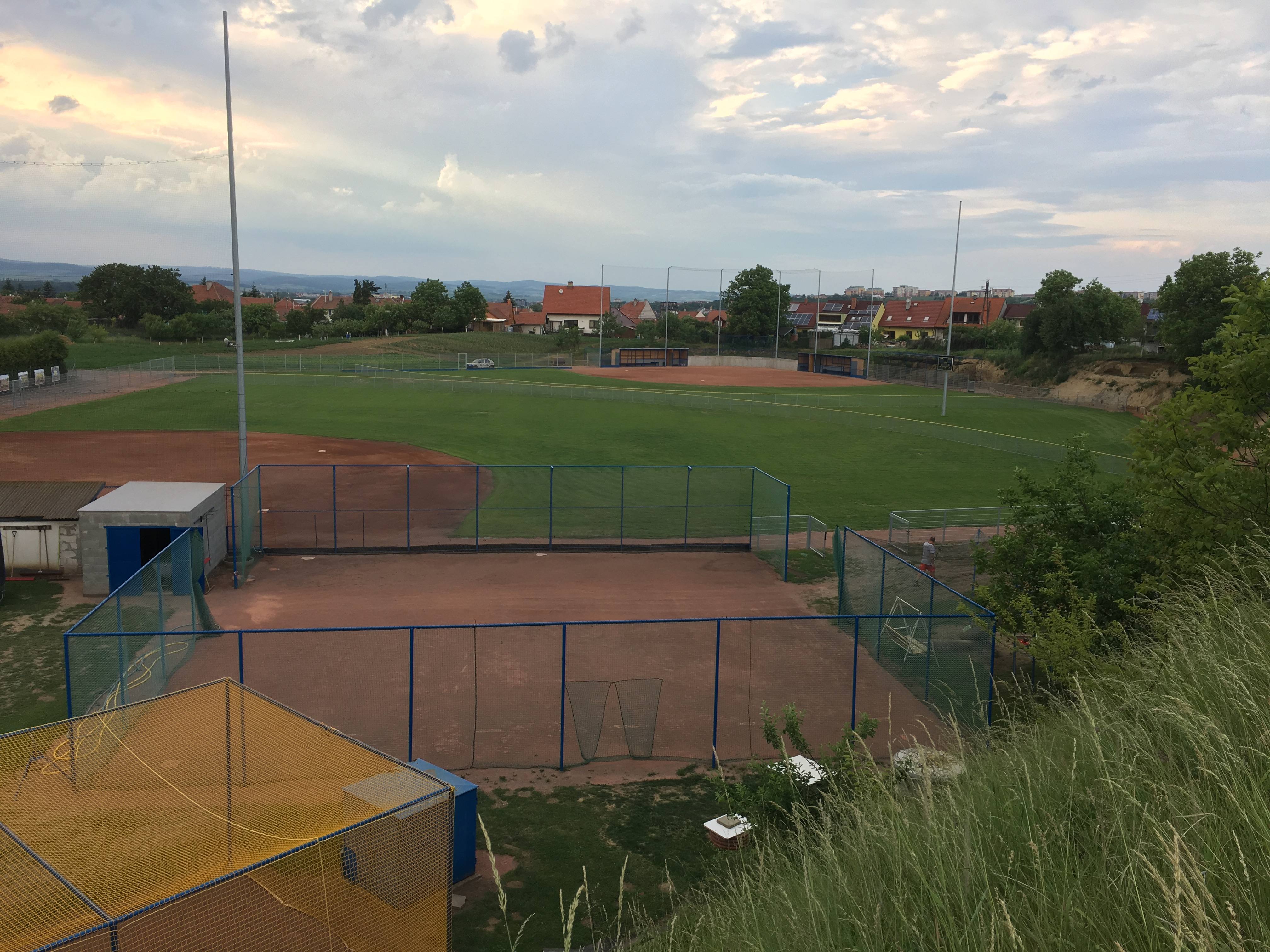
Jaro 2016, už i s travnatým povrchem.

Největší změnu však prodělala hrací plocha. Původní škvára byla stržena, položeny drenáže a zavlažování, navezena zemina a zaseta tráva. Nová travnatá plocha, která slouží jako vnější pole oběma hřištím, má velikost více než 6 000 m čtverečních. Může být rozdělena dle potřeby pomocí nových mobilních homerunových plotů. Obě hřiště získaly nové oplocení, na hlavním hřišti pak byly vybudovány ochranné bezpečnostní pásy u plotů. Obě antukové plochy byly opatřeny také zavlažováním.
Celková rekonstrukce vody pak přinesla připojení na vodovodní řád, vyčištění studny a pořízení zásobní nádrže na vodu. Veškerá elektroinstalace a řízení zavlažování byly přesunuty do nové garáže, která byla postavena vedle hlavního hřiště.
Ve stejném roce navíc klub z vlastních prostředků investoval do dalších úprav. Nový nadhazovací bullpen může sloužit nejenom nadhazovačům, ale také pro trénink obrany. Díky němu došlo k přesunutí pálkařského tunelu do nového prostoru. Celý prostor je chráněn sítěmi. Klub má také novou techniku na udržování trávníků. Došlo k přesunutí světelné tabule na nový sloup, který je již připraven pro budoucí osvětlení.
Vznik druhého hřiště přinutil oddíl vyřešit problém parkování. A tak vzniklo zcela nové parkoviště na zadní terase nad tenisovou budovu s přístupovou cestou z ulice Cihlářská. Cesta i parkoviště mají zpevněný asfaltový povrch.

## Archeologové na Mlatevni

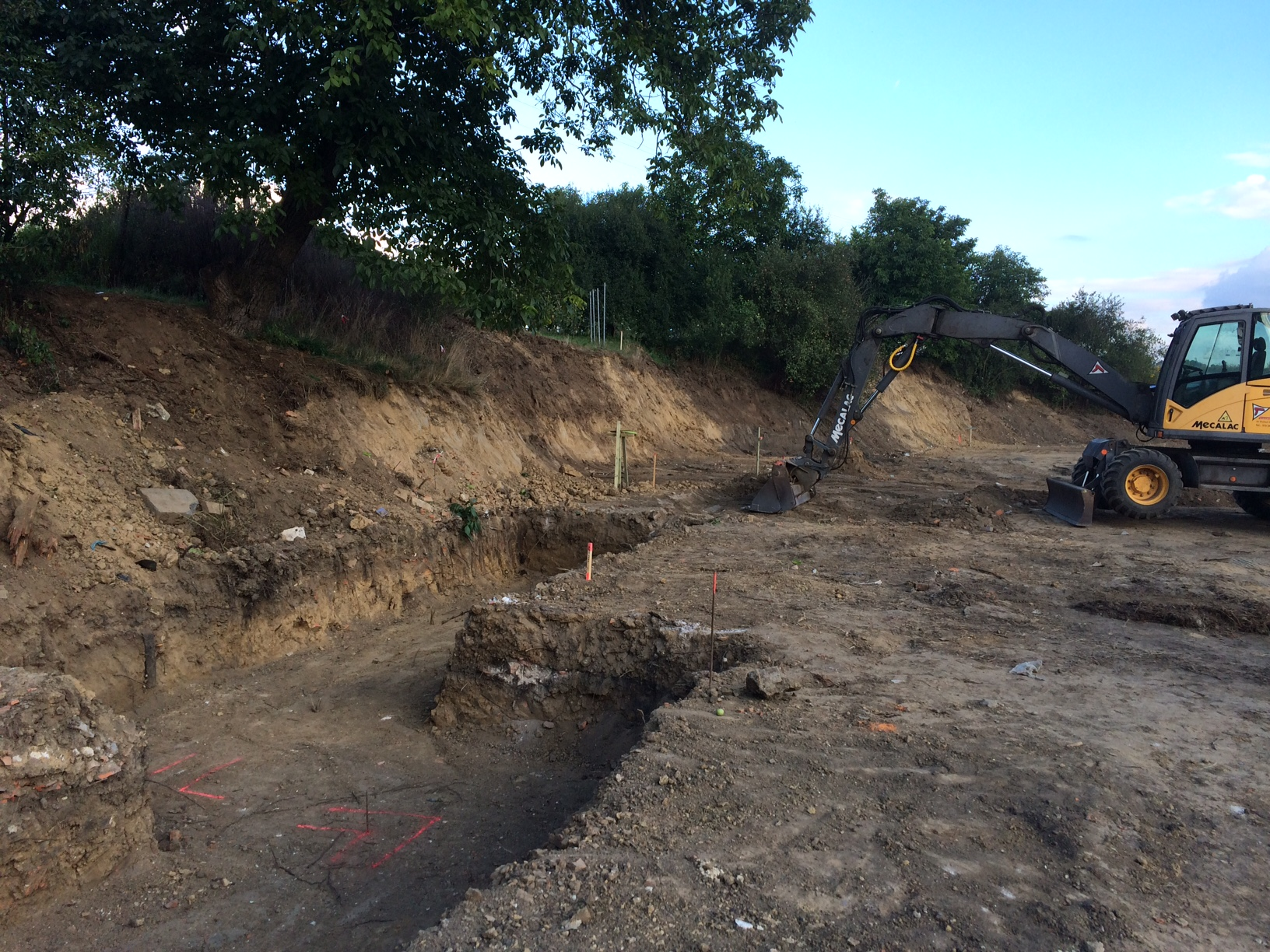
Archeologický průzkum na Mlatevní (2015)

Součástí rekonstrukce byl také archeologický průzkum lokality, který prováděli pracovníci Slováckého muzea v Uherském Hradišti. Lokalita Panské cihelny je považována za významné archeologické naleziště ze starší doby bronzové.
Prozkoumány byly tři zásobnicové jámy vykovitého profilu, které jsou patrné v odkrytém svahu. Ty sloužily primárně k uchování zásob obilí. Po ztrátě této funkce však sloužily jako jámy odpadní, kam se pozvolna ukládal sídlištní odpad. Objekty byly pod dvaceti až třiceti centimetrovou mocnou kulturní vrstvou, na kterou nasedal travní drn. Archeologové ze zásobnicových jam získali bohatou kolekci úlomků keramického materiálu větéřovské kultury (1 650 – 1 500 př. n. l.) Keramika je vypálená do odstínu tmavě hnědé, šedé nebo černé barvy a její povrch je upraven typickým leštěním. Kromě běžné výzdoby se na keramice objevil také sluneční motiv.
Všechny objekty rovněž ukrývaly nálezy bloků a menších zlomků mazanice a zvířecích kostí. Panská cihelna vydala také keramické přesleny na spřádání příze, zlomky ručních kamenných mlýnků a rovněž jeden exemplář štípané kamenné industrie, kterým je poškozená, plošně retušovaná čepel se srpovým leskem, tzv. segment. Navíc bylo nalezeno několik drobných bronzových slitků, které dokládají zpracování bronzové suroviny přímo v areálu sídliště.

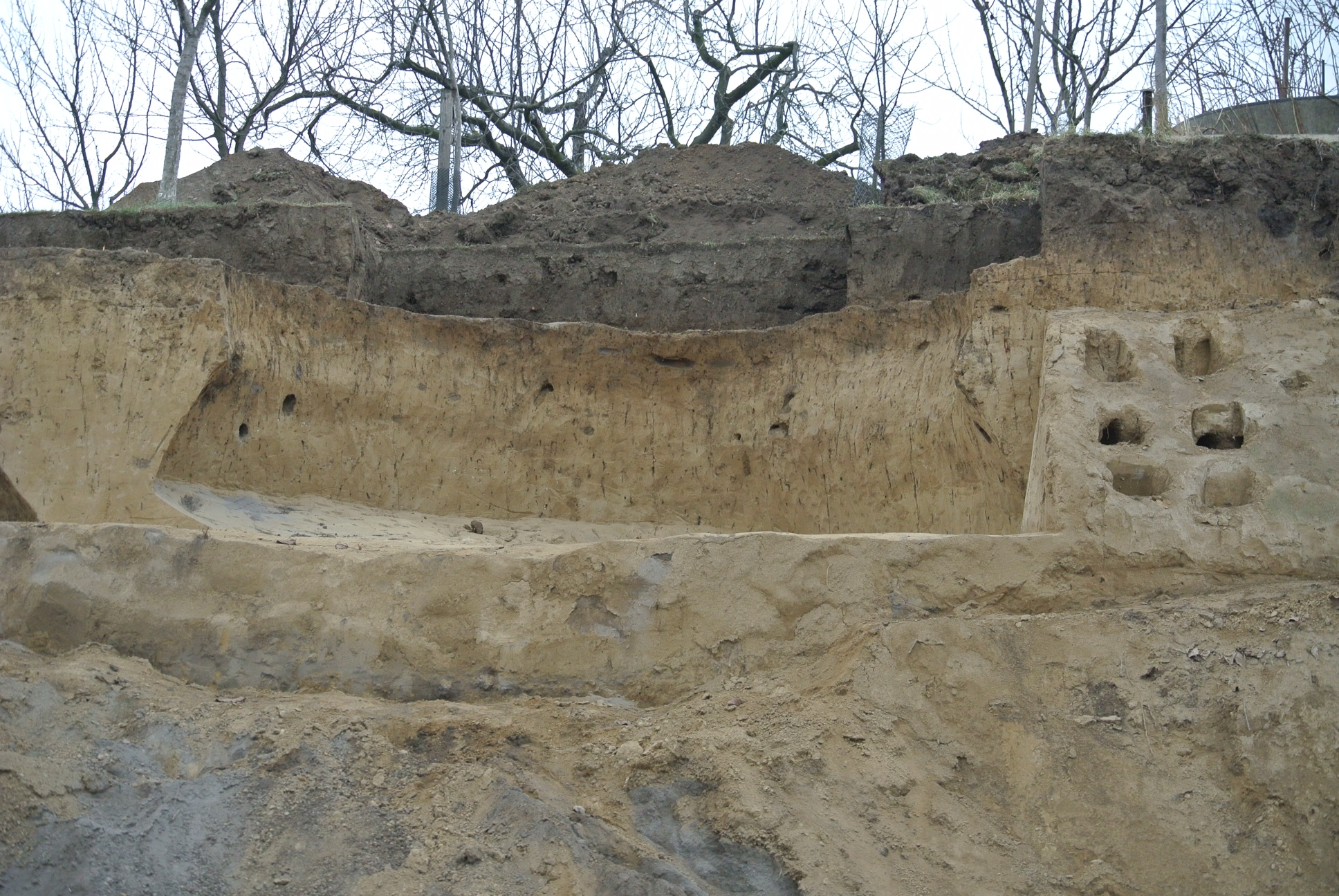
Archeologické nálezy

Panská cihelna je jednou z nejbohatších polokulturních lokalit v mikroregionu soutoku Moravy a Olšavy. V souvislosti s těžbou hlíny byla intenzivně zkoumána různými badateli už v první polovině minulého století. Dříve zde stálo několik menších cihelen, které postupně vytvářely prostor, ve kterém je dnes softballové hřiště.
Lokalita leží na první vyvýšené terase Olšavy, jež se původně pozvolna ukláněla mírným svahem do dnešní místní části V Hliníku. Přírodní poloha, kvalitní sprašové podloží a blízkost vodního zdroje ji předurčily pro pravěké osídlení. Archeologové mají důkazy o osídlení ze starší doby bronzové, kdy se zde rozkládal rozsáhlý sídlištní areál únětické a posléze větéřovské kultury. V roce 2013 byl v zahradě jednoho z přiléhajících domů odkrytý rituální dvojhrob.

## Rekonstrukce Mlatevni – 2. etapa (2020/2021)
V zimě roku 2020/2021 došlo zatím k poslední velké rekonstrukci softballového areálu v Kunovicích. Nově přibylo osvětlení hlavního hřiště, střídačky s tribunami na hlavním hřišti a kompletní dvoupatrové zázemí pro sportovce a návštěvníky areálu.

## Příprava areálu na ME žen do 22 let (2022)
Tribuny, zázemí pro stroje, úprava pro kamery.